# Niphargus romuleus
Niphargus romuleus is een vlokreeftensoort uit de familie van de Niphargidae. De wetenschappelijke naam van de soort is voor het eerst geldig gepubliceerd in 1968 door Vigna-Taglianti.